# Áhmed al-Bahrí
Áhmed al-Bahrí (arabul: أحمد البحري; Rijád, 1980. szeptember 18. –) szaúd-arábiai válogatott labdarúgó.

## Pályafutása

### Klubcsapatban
1999 és 2007 között az El-Áttifák csapatában játszott. 2006-ban az Es-Sabábnál szerepelt kölcsönben és bajnoki címet szerzett. 2007 és 2010 között az En-Naszr játékosa volt. 2010 és 2013 között ismét az El-Áttifák csapatát erősítette, de a 2011–12-es szezonban az El-Fajszálí együttesében játszott kölcsönben.

### A válogatottban
2002 és 2009 között 41 alkalommal játszott a szaúd-arábiai válogatottban. Részt vett a 2006-os világbajnokságon és a 2007-es Ázsia-kupán, ahol ezüstérmet szerzett.

## Sikerei, díjai
Es-Sabáb
- Szaúd-arábiai bajnok (1): 2005–06

Szaúd-Arábia
- Ázsia-kupa döntős (1): 2007